# Raddampfschlepper

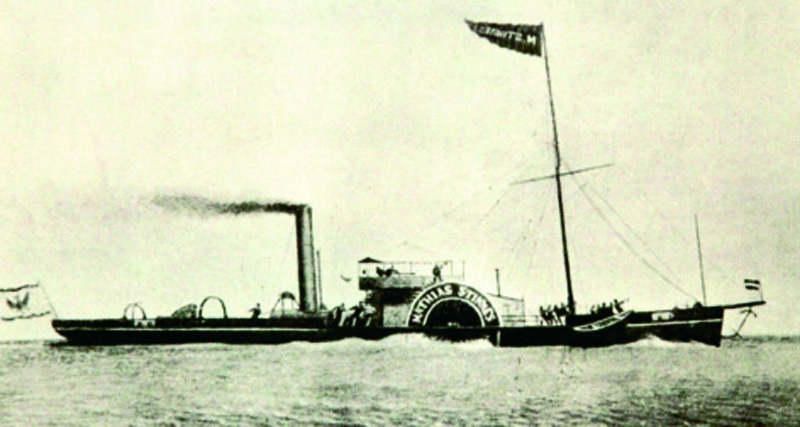
Mathias Stinnes 1, der erste Raddampfschlepper auf dem Rhein 1843

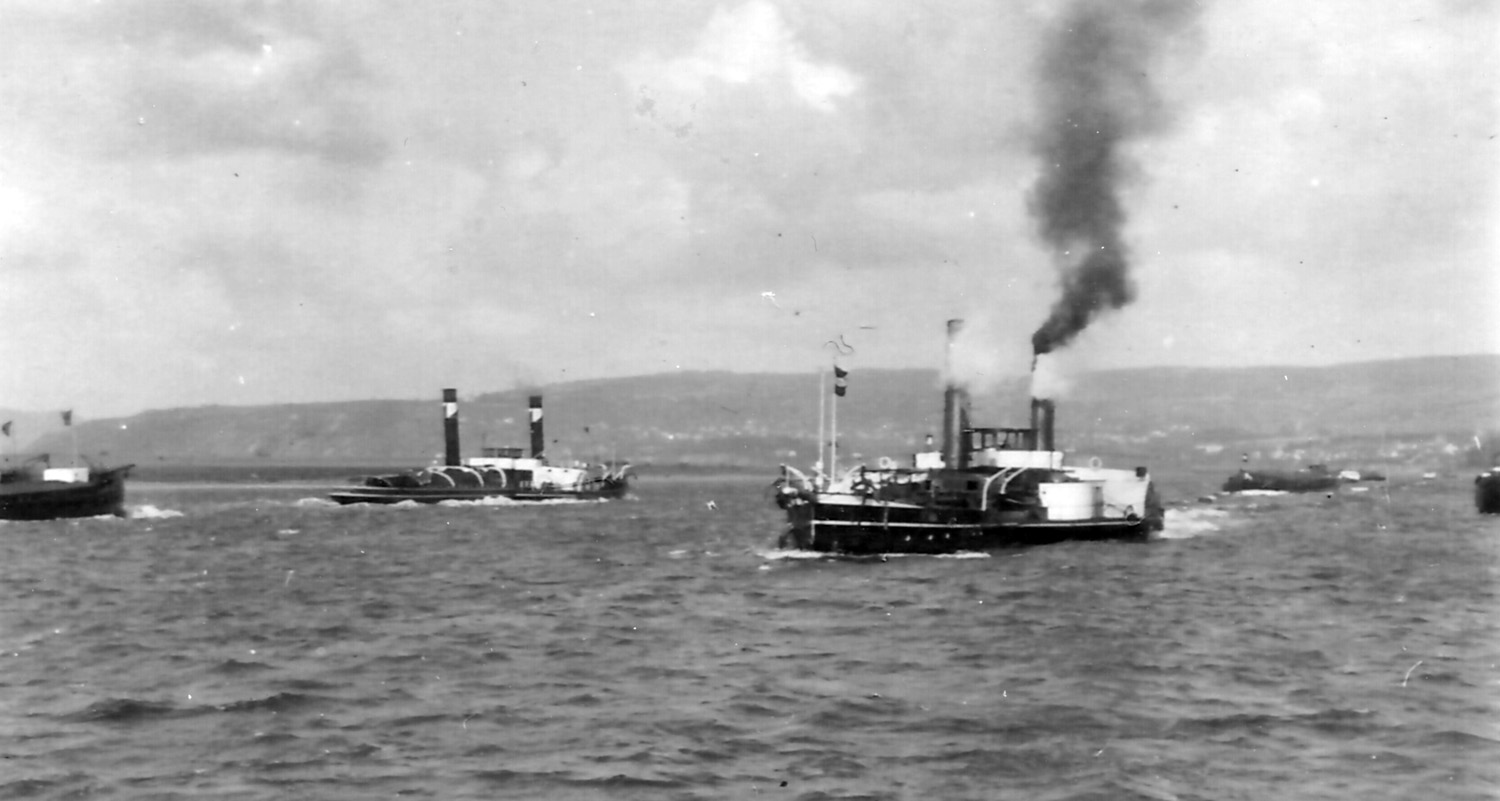
Begegnung zweier Raddampfschlepper 1932

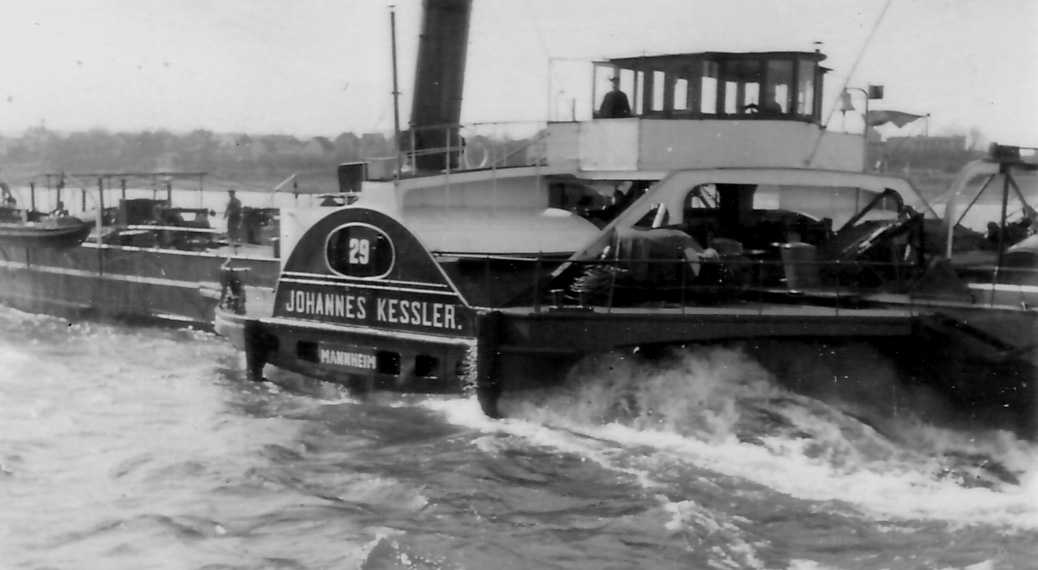
Raddampfschlepper Johannes Kessler 1932

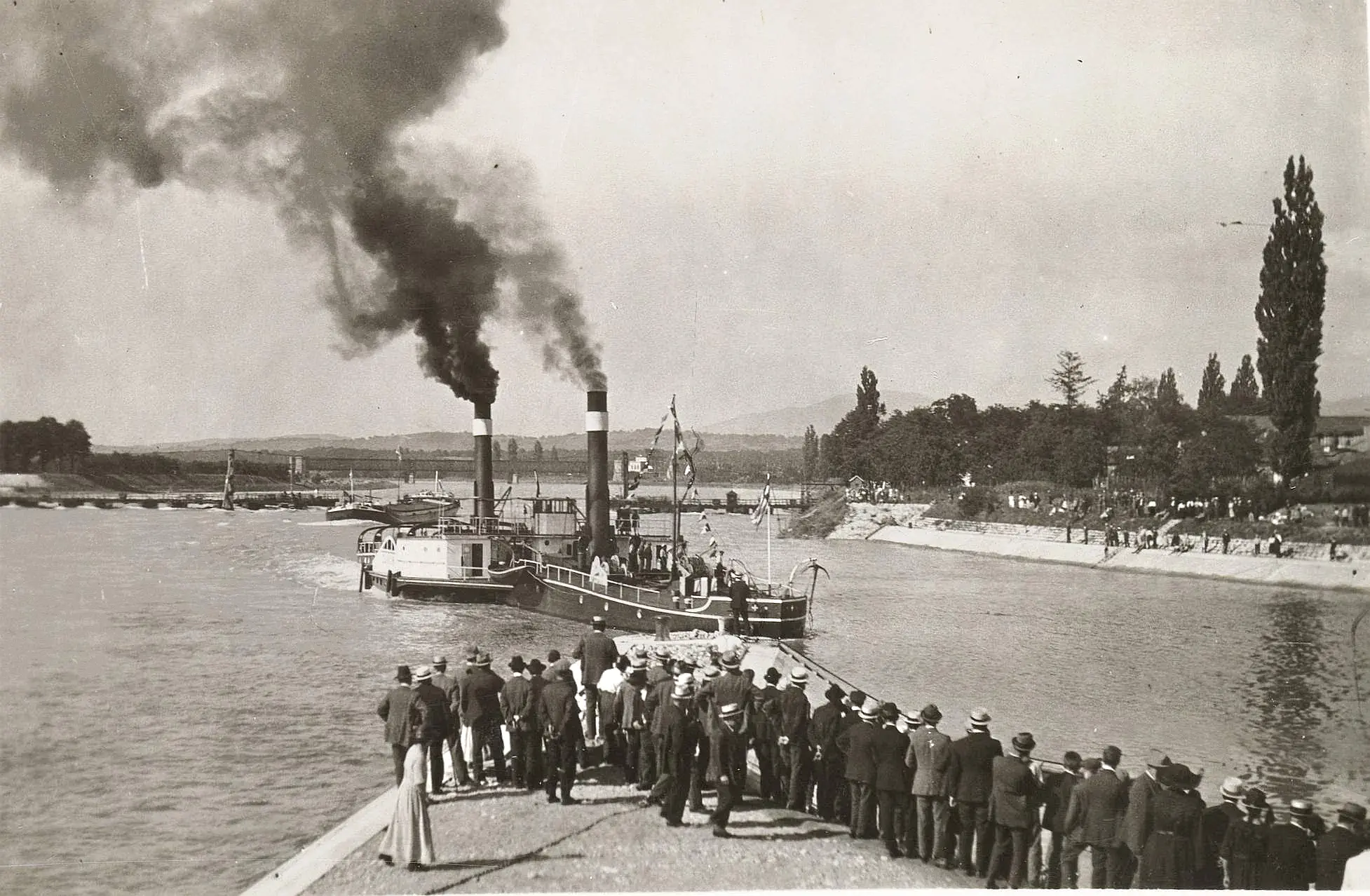
Dampfturbinenschlepper "Zürich" 1922 in Basel am neuen Hafen

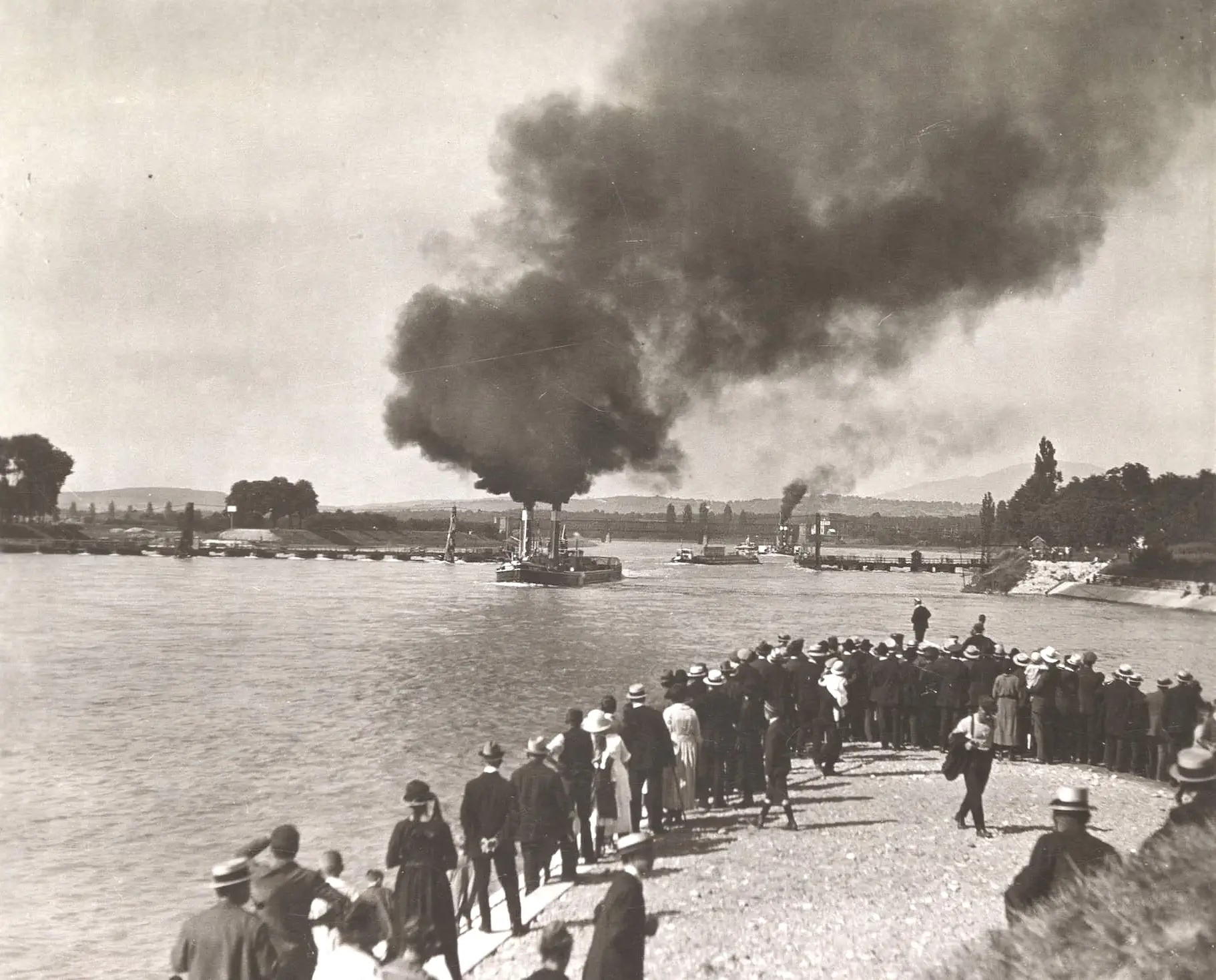
Heckradschlepper "Schweiz" 1922 in Basel.

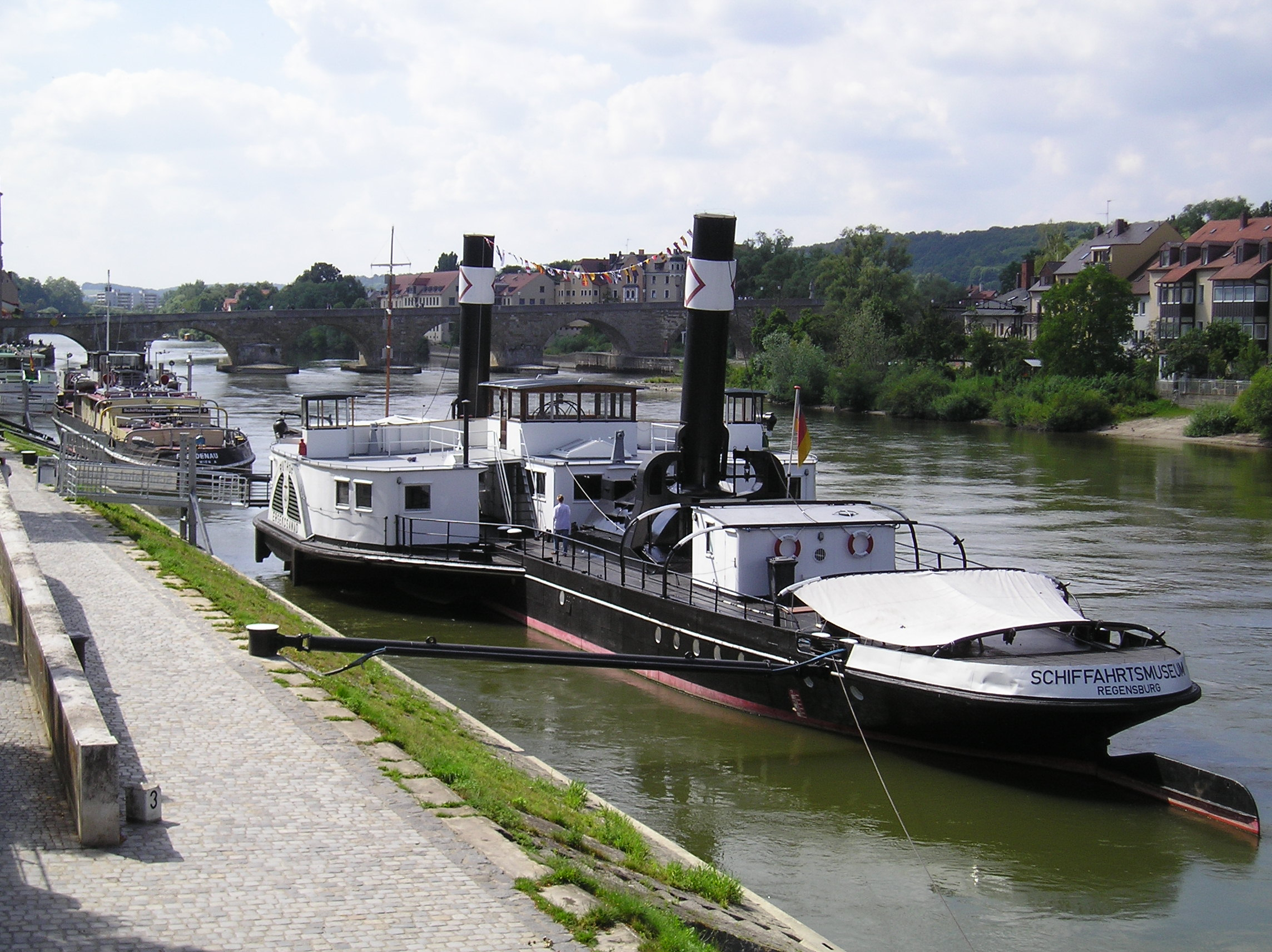
Raddampfschlepper Ruthof / Érsekcsanád (gebaut 1923, heute Donau-Schiffahrts-Museum Regensburg)

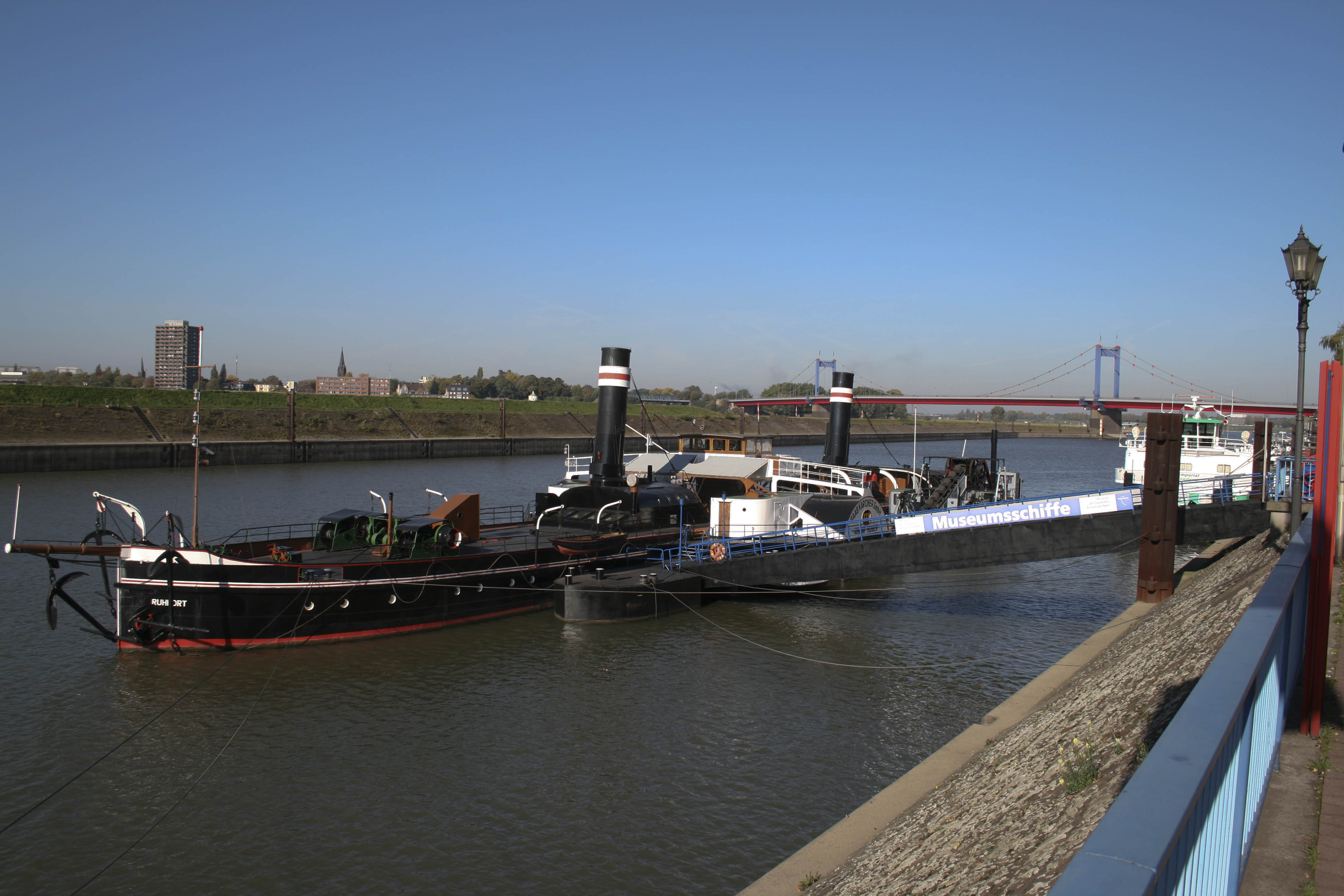
Schaufelraddampfschlepper Oscar Huber

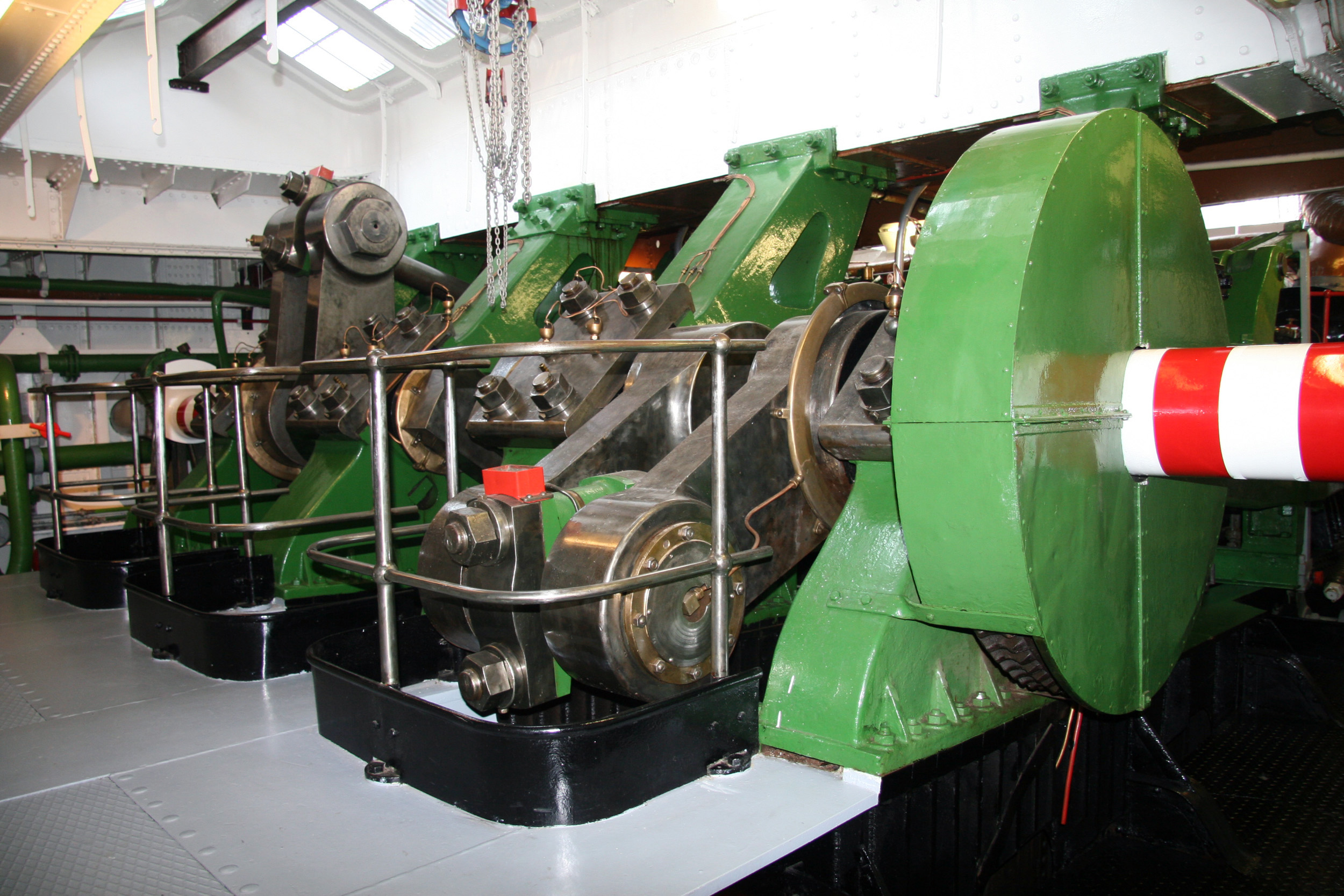
Kurbelwelle 3-fach Expansionsdampfmaschine

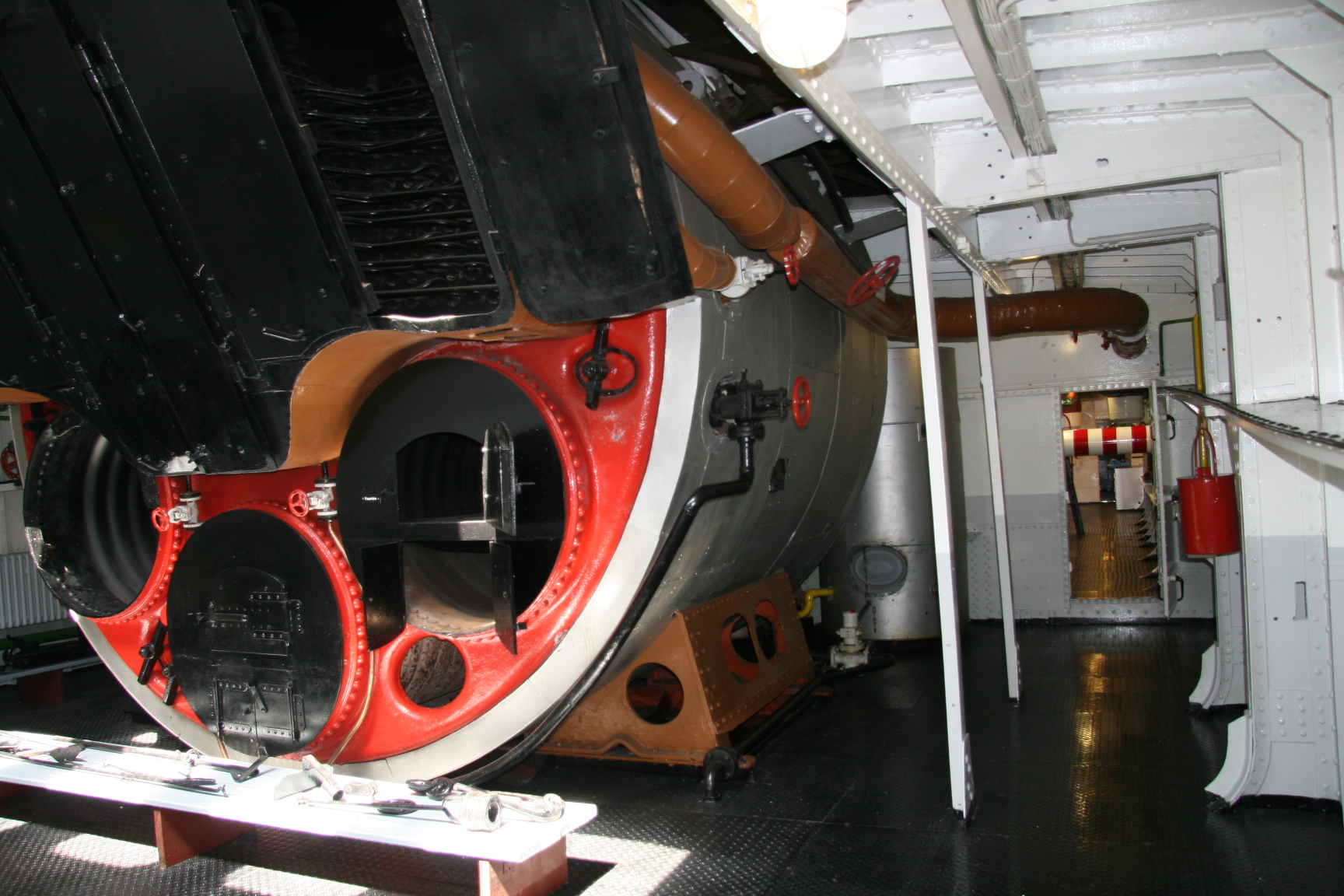
Heizkessel mit drei Feuerungsklappen

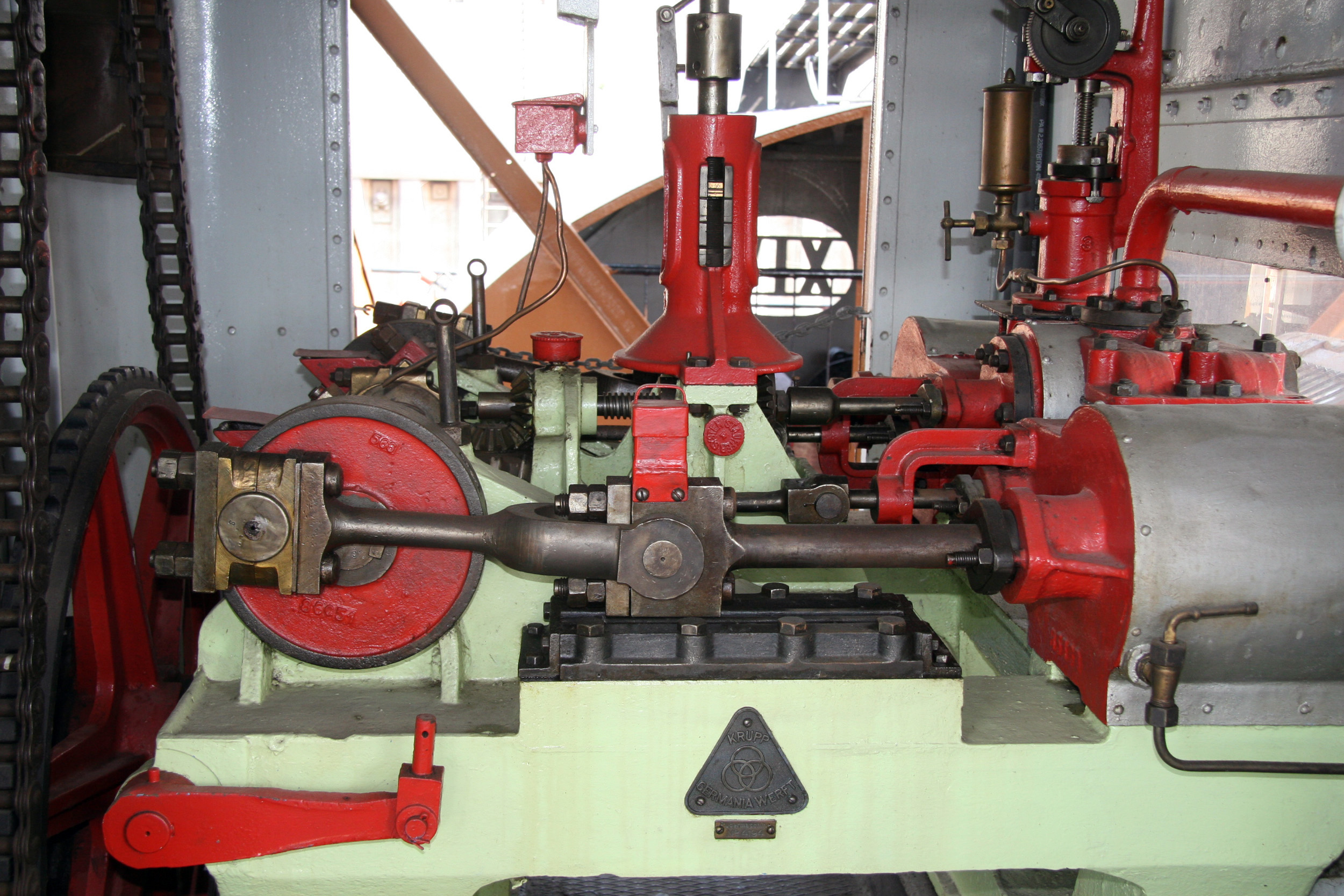
Dampfbetriebene Rudermaschine

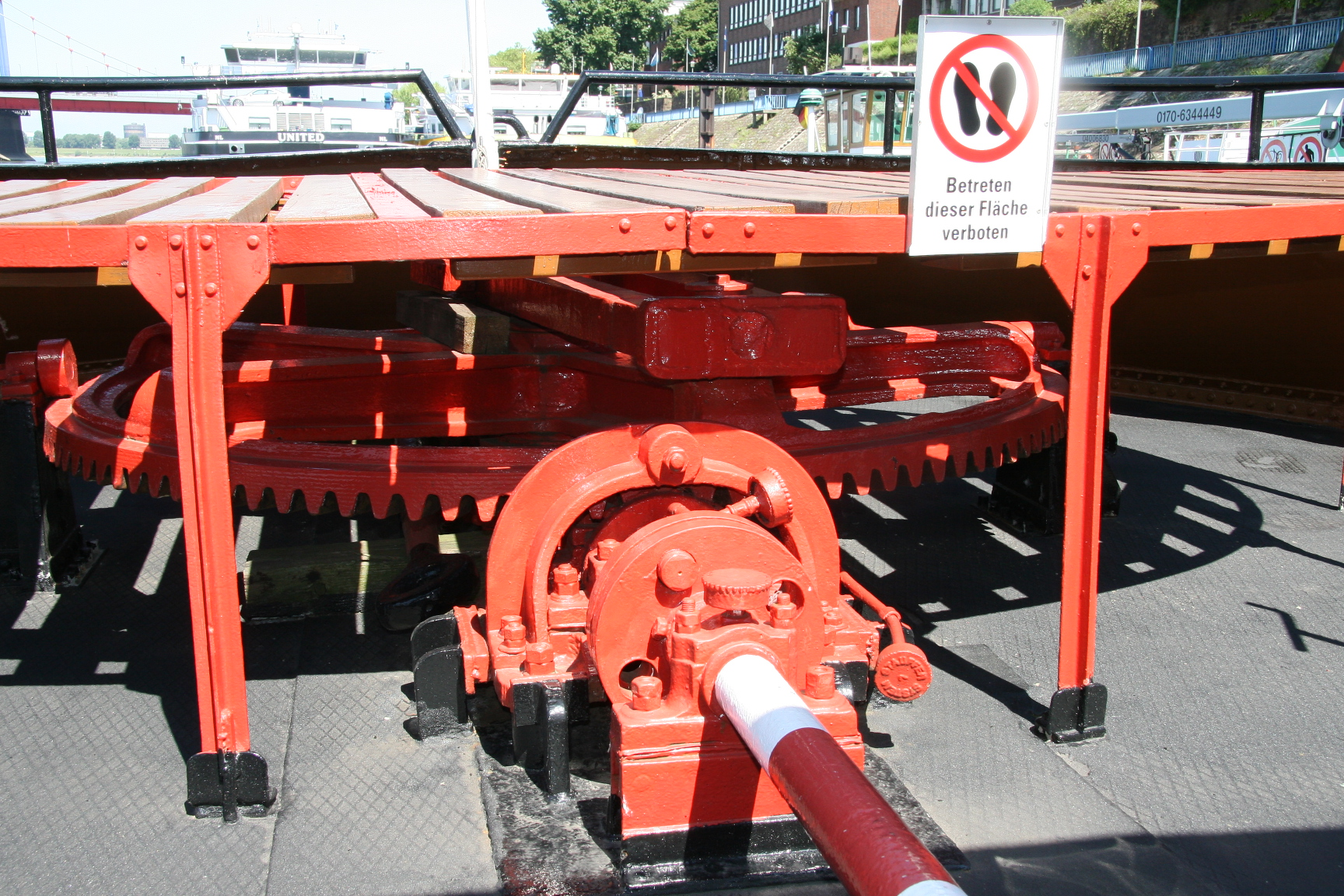
Blick auf den Ruderquadrant

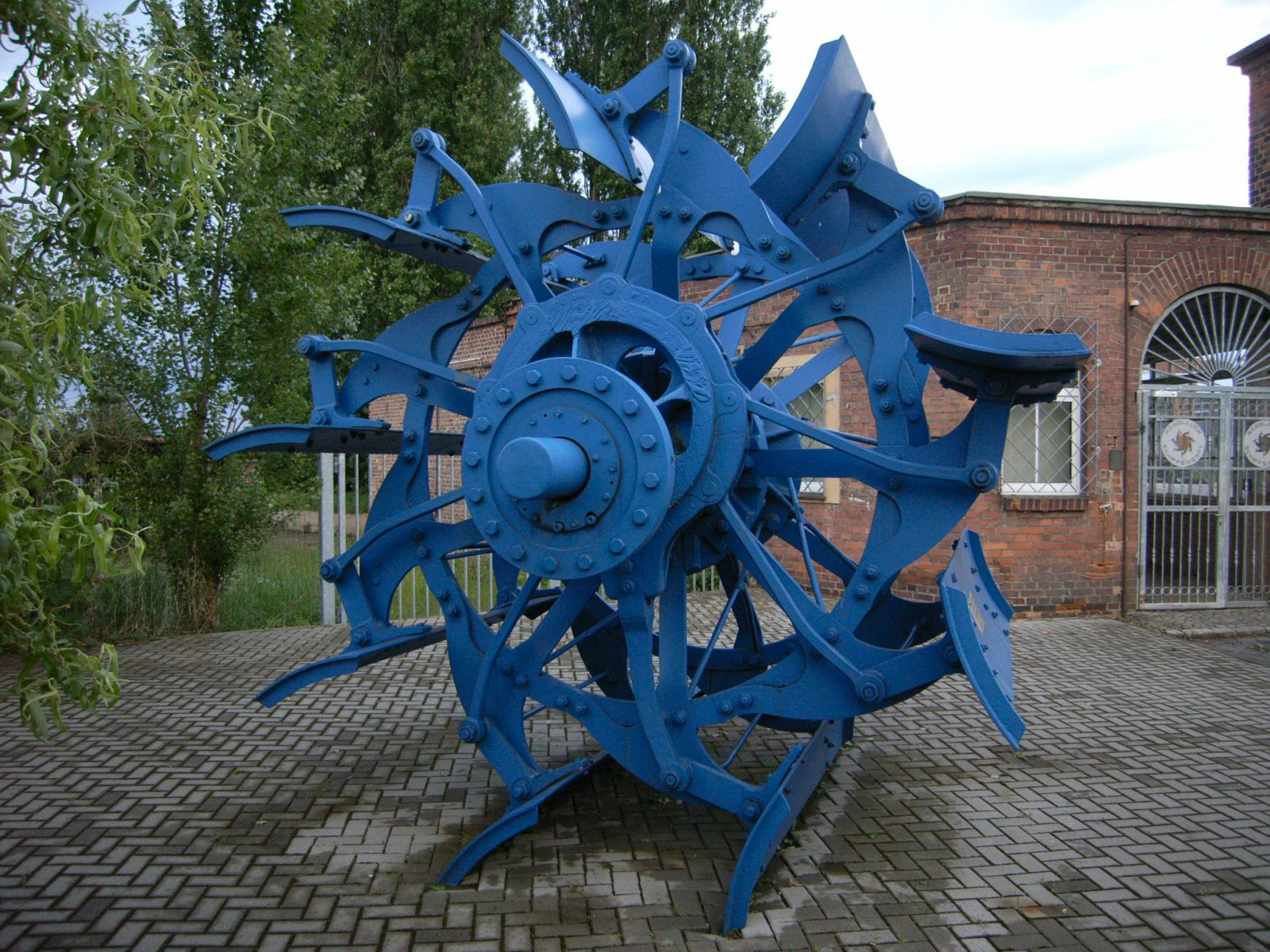
Exzentergesteuertes Schaufelrad

Ein Raddampfschlepper ist ein Raddampfer zum Schleppen von Lastkähnen. Der Vortrieb erfolgte im europäischen Raum meistens über seitlich angebrachte Schaufelräder, seltener über ein Heckrad. In der Binnenschifffahrt werden sie als Räderboote bezeichnet, in Österreich heißen sie Radzugschiff. Seit dem Erscheinen der ersten Raddampfschlepper auf dem Rhein fürchteten die Halfen und Treidelknechte um ihre Existenz, und so kam es ab 1831 zu gewalttätigen Auseinandersetzungen, in Sinzig und anderen Orten entlang des Rheins wurden die Schlepper beschossen.

## Geschichte
Nachdem Anfang des 19. Jahrhunderts die ersten Dampfschiffe für den Personen- und Warentransport erfolgreich eingesetzt wurden, unternahm man ab 1821 in den Niederlanden die ersten Schleppversuche mit dem dafür gebauten Raddampfschlepper Hercules. Das Schiff war 53,40 m lang, 6,50 m breit und konnte 100 Tonnen laden und bis zu sechs Schiffe mit insgesamt 350 Tonnen Ladung ziehen. Angetrieben wurde es von einer 200 PSi starken Verbunddampfmaschine. Ab 1829 wurde die Hercules regelmäßig zwischen Rotterdam und Köln eingesetzt. 1845 wurde auf der Werft Jacobi, Haniel&Huyssen in Duisburg-Ruhrort der erste eiserne Raddampfer in Deutschland gebaut. Die Ruhr war 62,20 m lang, 6,70 m breit und wurde von einer 180 PSi starken Dampfmaschine angetrieben. Die ersten Radschleppdampfer hatten noch Schaufelräder mit feststehenden Schaufeln. Diese Räder waren gegenüber den später verwendeten Schaufelrädern mit Exzentersteuerung schmal und besaßen einen großen Durchmesser.
Während die ersten Dampfmaschinen noch mit Niederdruck arbeiteten und die Schaufelräder mit dem Balanciergestänge angetrieben wurden, erfolgte bei den späteren Mittel- und Hochdruckdampfmaschinen, die liegend eingebaut waren, der Antrieb direkt von der Kurbelwelle auf die Schaufelräder. Die Drehzahl lag bei rund 40 Umdrehungen pro Minute. Mit der Einführung der excentergesteuerten Schaufelräder erhöhte sich die Schleppkraft auf 6000 bis 7000 Tonnen, die Schleppzüge waren bis zu 1500 m lang und bestanden aus bis zu acht Lastkähnen. Die Schaufelräder wurden breiter, bis zu sechs Meter, und ihr Durchmesser geringer. Waren die ersten Raddampfer noch verhältnismäßig schmal, so erreichten die Schiffe im Laufe der Jahre eine Breite über alles von fast 23 m. Der Tiefgang lag zwischen 1,20 m bis 1,70 m. Für die Fahrt auf dem Oberrhein kamen spezielle Schiffstypen, die sogenannten Baselfahrer zum Einsatz.
Eine Konkurrenz zu den Radschleppern waren die Ketten- und Seilschiffe, die auf der Elbe, der Weser, der Oder, der Saale, dem Main, dem Neckar, der Donau der Rhone und dem Rhein eingesetzt wurden. Vorteil der Kettenschifffahrt war der erheblich niedrigere Kohleverbrauch gegenüber den freifahrenden Schleppern. Allerdings verschwanden die Tauer auf dem Rhein sehr schnell, da sie die übrige Schifffahrt stark behinderten.
1929 ließ die Reederei Franz Haniel ihren Raddampfschlepper Franz Haniel I auf Dieselmotorantrieb mit zwei Motoren zu je 500 PS umbauen. Es wurden auch die Schlepper Zürich (1921), Dordrecht (1922), Toulon (1929) und 1931 Le Rhône mit Turbinenantrieb gebaut. 
Die Turbinen des Raddampfers Dordrecht leisteten 1500 PS bei 3600 Umdrehungen pro Minute, die mit Stirnradgetrieben auf 40 Radumdrehungen reduziert wurden. Das französische Räderboot Metz wurde 1930 auf Kohlenstaubfeuerung umgestellt, die bis zu 30 Prozent Brennstoffeinsparung brachte. Vereinzelt wurden auch Heckraddampfschlepper gebaut. Diese hatten, anders als bei den amerikanischen Heckraddampfern, zwei getrennte Schaufelräder unter einer Verkleidung am Heck. Haupteinsatzgebiet dieser Schiffe waren die Elbe und die Donau, vereinzelt auch der Rhein.

## Konstruktion
Die Raddampfschlepper, die seit den 1880er Jahren gebaut wurden, hatten überwiegend zwei Heizkessel mit jeweils rund 200 m² Heizfläche, die Mitteldruck-Mehrfachexpansions-Dampfmaschinen leisteten bis zu 1800 PSi. Der Schiffsrumpf, im Anfang noch genietet, war 65 bis 80 m lang, sieben bis neun Meter ohne Radkästen breit und hatte bis zu 1,90 m Tiefgang. Die Radkästen waren ungefähr in der Mitte des Schiffes und mit einem Überbau versehen, auf dem sich die Kommandobrücke befand. Vor und hinter der Brücke lagen die Heizkessel mit umklappbaren Schornsteinen. Die Dampfmaschine war zwischen den Heizkesseln eingebaut. Vor und hinter den Dampfkesseln waren die Kohlebunker, die je nach Größe des Schiffs zusammen bis zu 200 Tonnen Kohle aufnehmen konnten. Auf dem Vorschiff waren bis zu acht Schleppwinden (Strangwinden) mit Drahtlängen bis zu 1500 m aufgebaut. Die Schleppdrähte verliefen an Back- und Steuerbord unter der Brücke entlang zu den Strangklemmen und wurden über Umlenkrollen auf die Überläufer geführt (Überläufer sind Bügel, die quer über das Achterschiff verlaufen und dafür sorgen, dass sich die Drähte seitlich frei bewegen können).
Der Kohleverbrauch betrug rund 70 Tonnen für eine Reise Rotterdam–Duisburg und zurück. Der letzte Radschlepper auf dem Rhein, die Oscar Huber, wurde 1954 auf Schwerölbetrieb umgebaut und bekam zwei neue Heizkessel mit zusammen rund 500 m² Heizfläche anstelle von vorher vier Kesseln mit Kohlefeuerung. Die Besatzung verringerte sich dadurch von 15 auf acht Personen. Der Heizölverbrauch für eine 16-tägige Reise Duisburg–Karlsruhe und zurück lag zwischen 60 und 70 Tonnen.

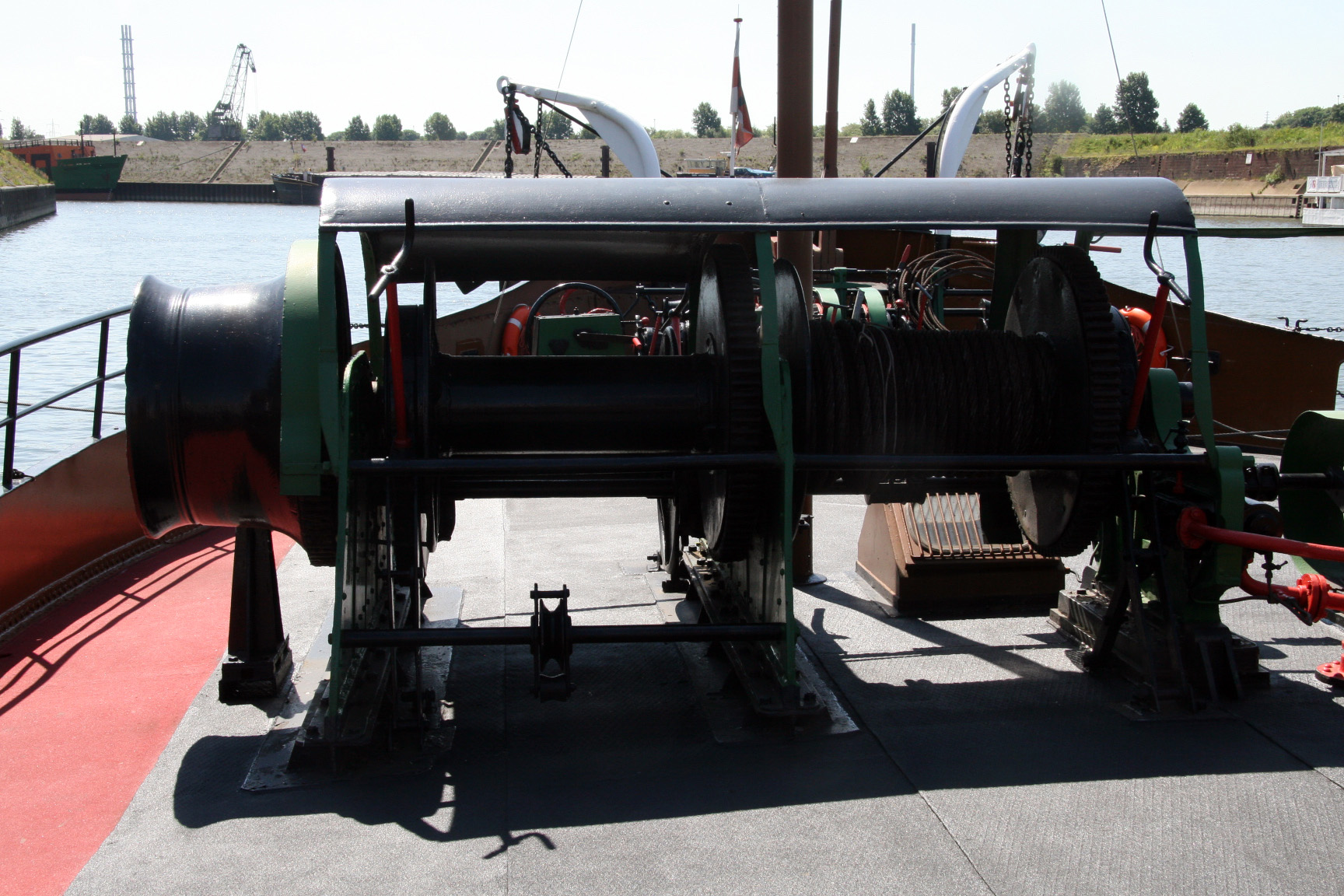
Strangwinden
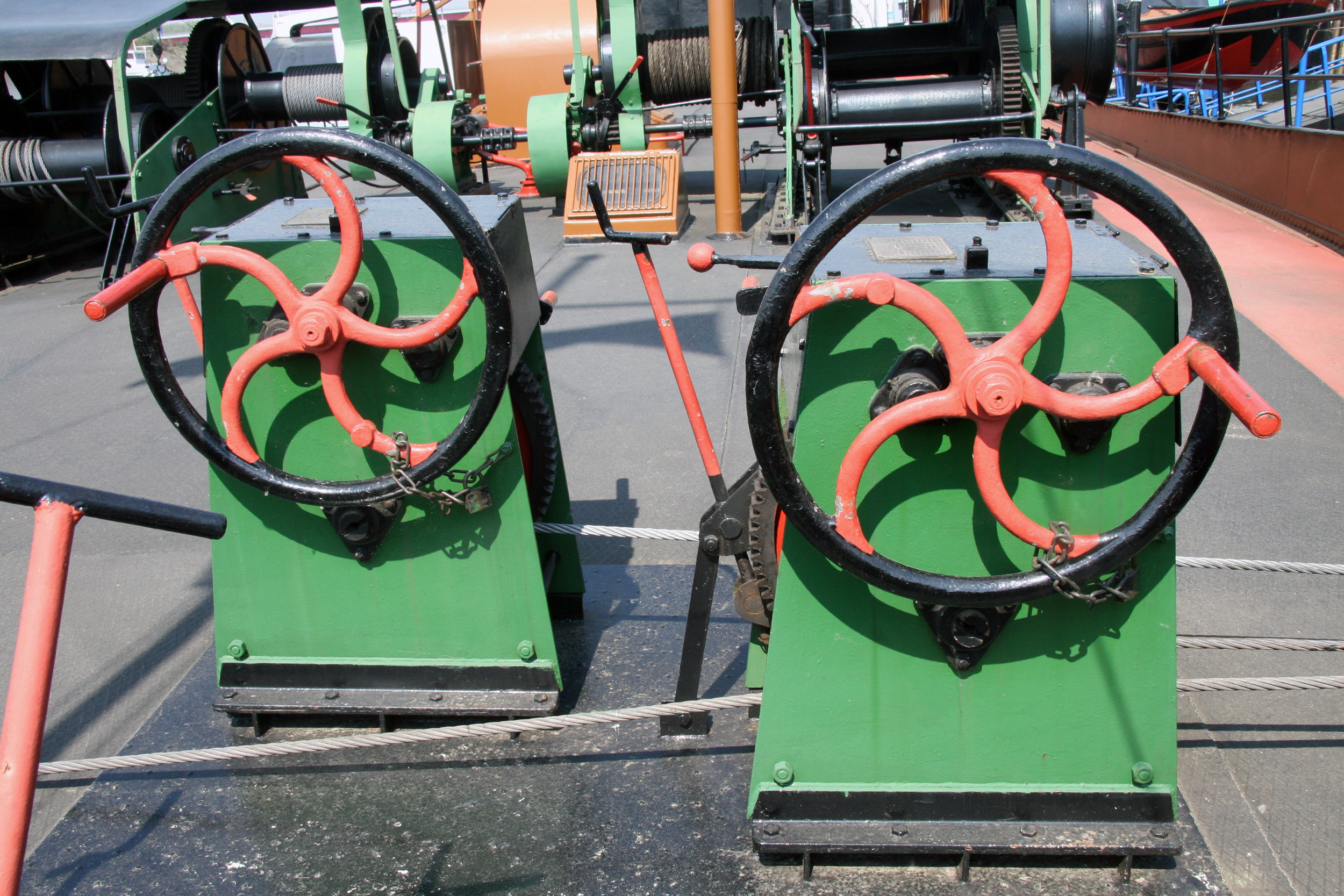
Verholwinden
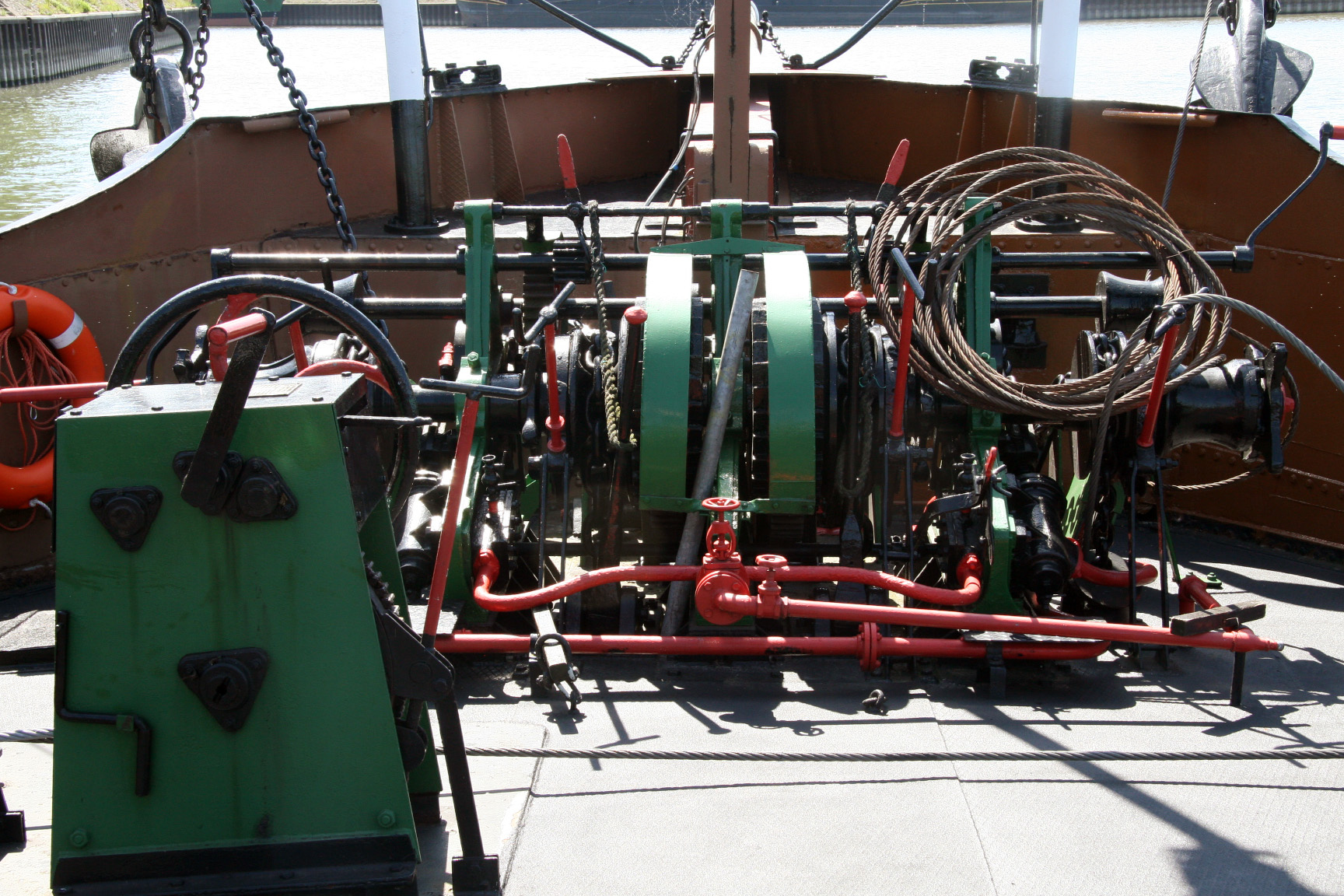
Dampfankerwinde
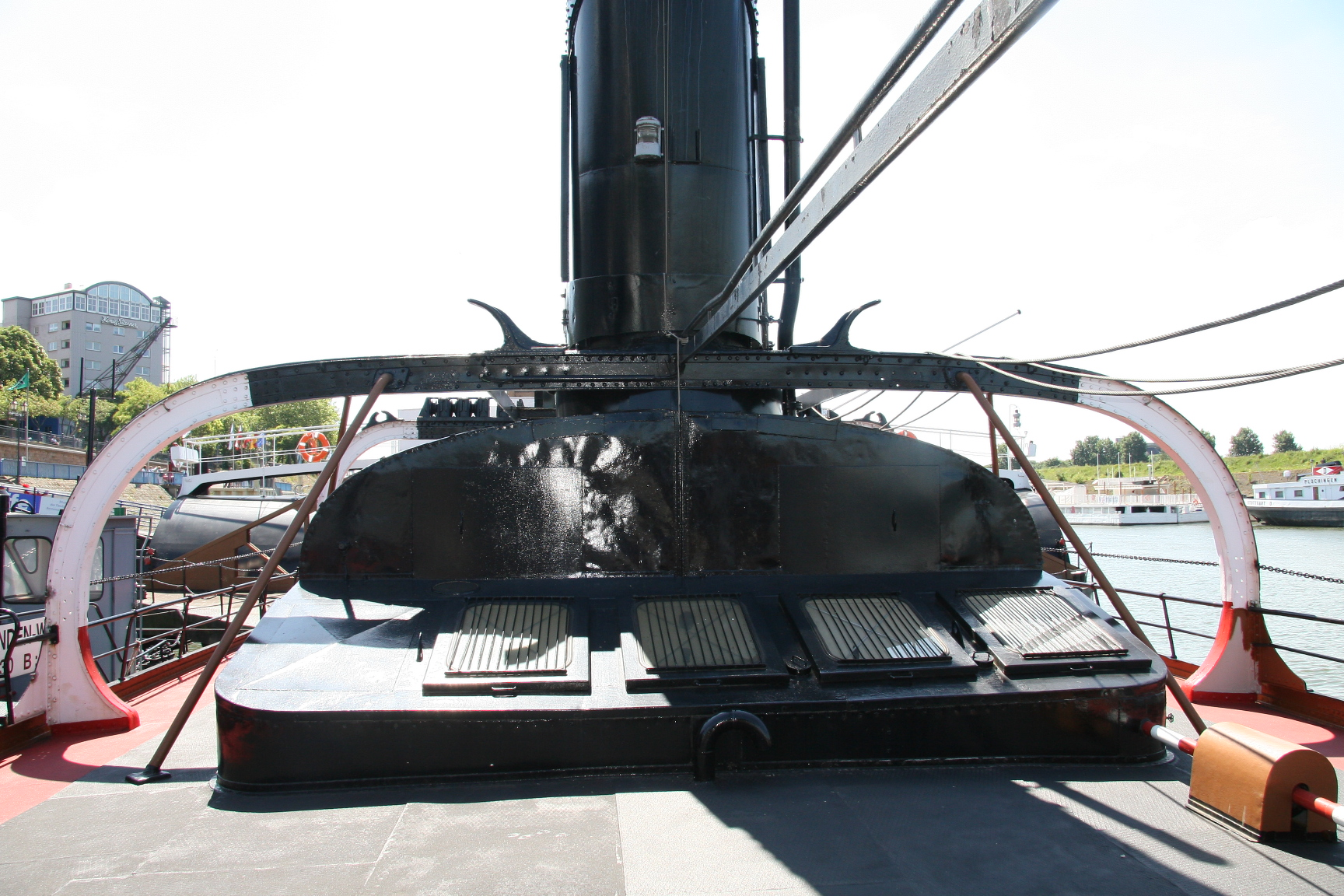
Überläufer auf dem Achterdeck

## Unterkünfte
Im Vorschiff waren unter Deck die Unterkünfte für die Heizer, Matrosen, Maschinisten und Steuerleute. Der Kapitän hatte auf dem Achterschiff, teilweise auch unter Deck, eine geräumige Wohnung mit Schlafzimmer, Salon, Büroraum, Bad und Toilette sowie eigener Küche. Die Sanitärräume und die Küche für die Mannschaften befanden sich in den Aufbauten zu beiden Seiten der Schaufelräder.

## Einsatzgebiet
Die Schaufelradschlepper wurden auf dem Rhein, der Weser, der Elbe und der Donau eingesetzt. 1935 waren auf dem Rhein 135 Räderboote gemeldet. Während des Zweiten Weltkriegs wurden viele Raddampfer durch Bombenangriffe oder von der eigenen Besatzung versenkt. Die meisten Schiffe wurden wieder gehoben und repariert. Allerdings war durch die Einführung starker Dieselschlepper mit Schraubenantrieb das Ende der Dampfschleppschifffahrt vorhersehbar. 1967 wurde der letzte Schaufelradschlepper auf dem Rhein, die Oscar Huber, außer Dienst gestellt. Auf der Donau verkehren immer noch Schaufelradschlepper, allerdings vorwiegend mit Dieselantrieb.

## Museumsschiffe
- Raddampfschlepper Oscar Huber in Duisburg
- Raddampfschlepper Württemberg in Magdeburg
- Raddampfschlepper Ruthof/Érsekcsanád im Donau-Schiffahrts-Museum Regensburg

## Werften
- Jacobi, Haniel&Huyssen in Duisburg-Ruhrort
- Schiffswerft Christof Ruthof, Mainz und Regensburg
- Gebr. Sachsenberg, Rosslau an der Elbe
- Werft E. Berninghaus, Duisburg

## Reedereien
- Fendel-Gruppe, Mannheim, 17 Raddampfschlepper
- Haniel-Reederei, Duisburg, 11
- Matthias Stinnes, Mülheim an der Ruhr, 11
- Mannheimer Dampfschleppschiffahrts-Gesellschaft, 7
- Reederei Harpen, Duisburg-Ruhrort, 9
- Reederei Raab Karcher, Duisburg, 6
- Compagnie Génerale pour la Navigation du Rhin, Straßburg, 22[4]